# Sân vận động Yanmar Nagai
Sân vận động Yanmar Nagai  (ヤンマースタジアム長居) là một sân vận động thể thao ở Ōsaka, Nhật Bản. Đây là sân nhà của câu lạc bộ J.League Cerezo Osaka. Sân vận động có sức chứa 47.816 chỗ ngồi.

## Lịch sử
Khi Sân vận động Nagai cũ được khánh thành vào năm 1964, sân chỉ có sức chứa 23.000 người. Sự kiện đầu tiên được tổ chức tại đây là một trận đấu môn bóng đá tại Thế vận hội Mùa hè 1964. Sức chứa của sân vận động đã được mở rộng lên 50.000 chỗ ngồi vào năm 1996 để tổ chức Đại hội Thể thao Quốc gia Nhật Bản lần thứ 52 vào năm 1997.
Sân vận động đã tổ chức ba trận đấu tại Giải vô địch bóng đá thế giới 2002.
| Ngày                | Đội #1  | Kết quả    | Đội #2     | Vòng   |
| ------------------- | ------- | ---------- | ---------- | ------ |
| 12 tháng 6 năm 2002 | Nigeria | 0–0        | Anh        | Bảng F |
| 14 tháng 6 năm 2002 | Tunisia | 0–2        | Nhật Bản   | Bảng H |
| 22 tháng 6 năm 2002 | Sénégal | 0–1 (h.p.) | Thổ Nhĩ Kỳ | Tứ kết |

Sân vận động Nagai còn là nơi diễn ra nhiều sự kiện thể thao khác, bao gồm các nội dung thi đấu môn điền kinh tại Đại hội Thể thao Đông Á 2001 và Giải vô địch điền kinh thế giới 2007. Đây cũng là địa điểm tổ chức Osaka Grand Prix, một giải đấu điền kinh được tổ chức vào tháng 5 hằng năm từ năm 1996 đến năm 2010, và một lần nữa kể từ năm 2018. Ngoài ra, sân vận động này còn là điểm xuất phát và điểm về đích của Giải marathon nữ quốc tế Osaka, được tổ chức vào cuối tháng 1 - đầu tháng 2 hàng năm.